# Pucok Alue Barat
Pucok Alue Barat is een bestuurslaag in het regentschap Aceh Timur van de provincie Atjeh, Indonesië. Pucok Alue Barat telt 441 inwoners (volkstelling 2010).